# Бліюдзяй (Расейняйський район)
Бліюдзяй (Bliūdžiai) — село у Литві, Расейняйський район, Калнуяйське староство, знаходиться за 9 км від села Калнуяй, неподалік від дороги КК146. 2001 року в селі проживало 142 особи.

## Принагідно
- Вікімапія

| Литва | Це незавершена стаття з географії Литви. Ви можете допомогти проєкту, виправивши або дописавши її. |